# Burien
Burien (kiejtése: bjʊəriən; korábban Sunnydale) az Amerikai Egyesült Államok északnyugati részén, Washington állam King megyéjében elhelyezkedő város. A 2010. évi népszámlálási adatok alapján 33 313 lakosa van.

## Történet
A térség első lakója az 1864-ben itt letelepedő George Ouellet volt, aki telkét egy szövetségi hatóságtól vásárolta.
Egy helyi monda szerint a Sunnydale név Mike Kellytől ered, aki a következőképp jellemezte a régiót: „ez valóban egy napos völgy”.
Gottlieb Burian és Emma Burian 1864-ben költöztek a településre. A szilárd burkolatú utak és kereskedelmi létesítmények nélküli helység hamarosan felvette a német telepesek nevét (amely egy elírás miatt később Burienre módosult). Gottlieb Burian hamarosan ingatlanközvetítőt nyitott, ekkor sokan telepedtek le itt.
1912-re elkészült a Lake Burien Railway, melynek vonalán a Burien és White Center közti személyvonat közlekedett. A pálya nyáron a fáról lehulló hernyók, télen pedig a jég miatt csúszóssá vált, így a vonalat felszámolták.
Az 1980-as évek végén és az 1990-es évek elején a Seattle–Tacoma nemzetközi repülőtér tervezett bővítése miatt a helyiek úgy érezték, hogy kevés beleszólásuk van a megye ügyeibe, így egy népszavazást követően Buren 1993. február 28-án városi rangot kapott.
2004 végén a város annektálni kívánta White Center és Boulevard Park településeket, ezzel területe duplájára nőtt volna. 2008 májusában Burien King megye városhatárokért felelős bizottságához fordult, hogy a tizennégyezer lakossal rendelkező területet a városhoz csatolják. Mivel Seattle a tervezetet ellenezte, 2008 októberében Burien módosító javaslatot nyújtott be.
2009. április 16-án King megye hozzájárult, hogy Riverton–Boulevard Park egy részét Burienhez csatolják; az augusztus 18-i népszavazást követően ez 2010. április 1-jével történt meg.
2012 februárjában Burien városa újabb területeket (az Y-régiót) szeretett volna annektálni, azonban a novemberi népszavazáson a javaslat elbukott.
2017-ben átadták az új városközpontot, ahol lakóépületek, üzletek, idősotthon, könyvtár, valamint egy játszótér is található.

## Éghajlat
A város éghajlata mediterrán (a Köppen-skála szerint Csb).

## Népesség
A 2010-es népszámláláskor a városnak 33 313 lakója, 13 253 háztartása és 8013 családja volt. A népsűrűség 1281,3 fő/km2. A lakóegységek száma 14 322, sűrűségük 550,9 db/km2. A lakosok 63,5%-a fehér, 5,9%-a afroamerikai, 1,5%-a indián, 9,9%-a ázsiai, 1,8%-a a Csendes-óceáni szigetekről származik, 11,5%-a egyéb, 5,9%-a pedig kettő vagy több etnikumú. A spanyol vagy latino származásúak aránya 20,7% (   )
A háztartások 30%-ában élt 18 évnél fiatalabb. 42,5% házas, 11,7% egyedülálló nő, 6,3% egyedülálló férfi, 39,5% pedig nem család. 31% egyedül élt; 9,7%-uk 65 éves vagy idősebb. Egy háztartásban átlagosan 2,49 személy élt; a családok átlagmérete 3,12 fő.
A medián életkor 38,5 év volt. A város lakóinak 22,4%-a 18 évesnél fiatalabb, 8,4% 18 és 24 év közötti, 28,1%-uk 25 és 44 év közötti, 28,3%-uk 45 és 64 év közötti, 12,8%-uk pedig 65 éves vagy idősebb. A lakosok 50,3%-a férfi, 49,7%-a pedig nő.

## Oktatás
Burien iskoláinak fenntartója a Highline Public Schools. A városban a Highline High School, Big Picture, CHOICE Academy és Puget Sound Skills Center gimnáziumok, valamint a John F. Kennedy katolikus középiskola működnek.
A King County Library System két könyvtárat tart fenn a településen: a Burien Library 2009-ben, a Boulevard Park Library pedig 1971-ben nyílt meg.
1997-ben Mary Kay Letourneau, a Shorewood Általános Iskola tanára megerőszakolta egy diákját, akitől teherbe esett. A nőt hat hónap börtönbüntetésre ítélték, azonban szabadulása után további fiúkat erőszakolt meg; másodjára hét év öt hónapot kellett leülnie.

## Közlekedés
A város közösségi közlekedését a King County Metro biztosítja. A Burien Transit Center építése 2008 júliusa és 2009 júniusa között tartott.
A település a WA-509 és WA-518 utak kereszteződésében fekszik.

## Média
A város napilapja a Robinson Newspapers tulajdonában álló, 1945-ben alapított Highline Times.

## Fordítás
- Ez a szócikk részben vagy egészben  a   Burien, Washington című angol Wikipédia-szócikk ezen változatának fordításán alapul.  Az eredeti cikk szerkesztőit annak laptörténete sorolja fel. Ez a jelzés csupán a megfogalmazás eredetét és a szerzői jogokat jelzi, nem szolgál a cikkben szereplő információk forrásmegjelöléseként.